# サーキュレーション
株式会社サーキュレーション（英: CIRCULATION Co.,Ltd.）は、「プロシェアリング」サービスを運営する企業。「プロシェアリング」とは、“プロ人材”と呼ばれる高い専門性を有する人材の経験・知見を複数の企業でシェアすることで、経営課題の解決を支援するサービスである。

## 概要
東京都渋谷区に本社を置き、大阪・名古屋・福岡・金沢・仙台・広島・高知など、地方にも拠点を設ける。2014年設立以来、プロ人材が携わった案件は約2,200社、13,000プロジェクトに上る（2022年7月1日時点）。
同社には、フリーランスや経営者、兼業・副業をしている会社員が20,000人登録している。

## 提供サービス一覧
- プロ人材の経験や知見を活用し経営課題の解決をめざす「ProSharing」
- 新規事業立ち上げ支援サービス「Open Idea」
- スポットコンサルティングサービス「Open Research」
- CTO/エンジニア/デザイナー支援サービス「FLEXY」
- 人や組織の成長戦略の観点から事業承継をサポート「人が繋ぐ事業承継」
- 1分でフリーランスとして活躍できる可能性がわかる「フリーランス診断」
- 副業/複業時代の新しい働き方メディア「nomad journal」
- フリーランス向け福利厚生制度「サーキュレーションベネフィットプラン」
- 社会課題解決のためのプロシェアリング「SOCIAL DEVELOPMENT by CIRCULATION」

## 沿革
- 2014年1月 - 東京都渋谷区に株式会社サーキュレーションを設立
- 2015年
  - 2月 - オフィスを東京都千代田区に移転
  - 4月 - 専門家と経営課題をつなぐWebサービス「X-book (Expert booking service)」β版運用開始
  - 5月 - CTO/エンジニア/デザイナー支援サービス 「flexy（フレキシー）」提供開始
  - 7月 - ビジネスパーソンに新しい働き方を発信する情報サイト 「ビジネスノマド・ジャーナル」リリース
- 2017年
  - 2月 - 2拠点目となる関西支社を開設
  - 4月 - 東海支社・九州支社を開設
  - 9月 - 副業/複業時代の新しい働き方メディア「nomad journal」リリース（「ビジネスノマド・ジャーナル」を統合）
- 2018年
  - 1月 - 東京都渋谷区へ本社移転、プロフェッショナルの為のオープンオフィス「ForPro」開設[4]
  - 9月 - 新規事業立ち上げ支援サービス「Open Idea」提供開始[5]。スポットコンサルティングサービス「Open Research」提供開始（「X-book」を統合）[6]
  - 10月 - 事業継承をサポート「人が繋ぐ事業承継」提供開始[7]
  - 11月 - フリーランスの適性をチェックする「フリーランス診断」提供開始[8]
- 2019年
  - 5月 - 5拠点目となる北信越支社を開設
  - 9月 - 6拠点目となる東北支社を開設。ソーシャルデベロップメント推進室設立
- 2020年2月 - 7拠点目となる中四国支社を設立。初のTVCM放映開始
- 2023年
  - 4月18日 - 代表取締役の久保田雅俊が、一身上の都合（違法薬物所持の疑いで捜査対象に）で辞任を発表。新社長に福田悠が就任
  - 4月23日 - 代表取締役退任の開示に関する経過報告及び新経営体制に関するお知らせを発表

## 受賞歴
- 2015年 ベストベンチャー100（ベンチャー通信編集部主催）北尾賞[9]受賞
- 2019年 Mizuho Innovation Award 10-12月期 受賞
- 2020年 EO ESG Awards 2020特別賞 受賞
- 2023年 ONE CAREER 就活クチコミアワード2023 ベンチャー部門GOLD 受賞